# France Ô
France Ô — бывший телеканал компании «Франс Телевизьон». Первое название RFO Sat. Последнее название получил в 2005 году. За своё оранжевое оформление эфира получил название оранжевой кнопки.

## Миссия телеканала
Телеканал информирует население континентальной Франции о событиях, происходящих в заморских владениях. Также в эфире лучшие программы заморских отделений RFO.

## Студия
Студия телеканала находится в городе Малакоф, улица Дантон, 35 и 37

## Программы
- Le 7-9
- Info Soir
- Ondes du Monde
- Journal Guadeloupe
- Journal Guyane
- Journal Martinique
- Journal Mayotte
- Journal Nouvelle-Calédonie
- Journal Polynésie
- Journal Réunion
- Journal Saint-Pierre et Miquelon
- Journal Wallis et Futuna
- Studio M
- Tropismes
- L’Hebdo